# 23 sierpnia
23 sierpnia jest 235. (w latach przestępnych 236.) dniem w kalendarzu gregoriańskim. Do końca roku pozostaje 130 dni.

## Święta
- Imieniny obchodzą: Apolinary, Archelaus, Benicjusz, Brygida, Cyriak, Feliksa, Filip, Flawia, Flawian, Ireneusz, Jakub, Kalinik, Klaudiusz, Leoncja, Lubomira, Maksym, Piotra, Róża, Sulirad, Sydonia, Teonilla, Walerian, Wiktor, Zacheusz i Żelisław.
- daw. starożytny Rzym – Vulcanalia (ku czci boga Wulkana)
- międzynarodowe:
  - Europejski Dzień Pamięci Ofiar Stalinizmu i Nazizmu[1] (ustanowione przez Parlament Europejski w 70. rocznicę Paktu Ribbentrop-Mołotow; obchodzone od 2009)[2]
  - Międzynarodowy Dzień Pamięci o Handlu Niewolnikami i jego Zniesieniu (proklamowane przez Zgromadzenie Ogólne ONZ w 2008)
- Rumunia – Dzień Wyzwolenia
- Ukraina – Dzień Flagi
- Kościoły mariawickie:
  - Święto Krwi Przenajdroższej Pana Jezusa i Ofiary Mateczki
  - Wspomnienie śmierci św. Marii Franciszki Kozłowskiej
- Kościoły protestanckie – Noc św. Bartłomieja (noc z 23 na 24 sierpnia)
- Wspomnienia i święta w Kościele katolickim[3][4] obchodzą:
  - św. Filip Benicjusz (serwita)
  - bł. Bernard z Offidy (kapucyn)
  - św. Kallinik I (biskup patr. Konstantynopola)
  - św. Róża z Limy (dziewica)
  - bł. Władysław Findysz (męczennik)
  - św. Zacheusz (biskup Jerozolimy)

## Wydarzenia w Polsce
- 1494 – Zwycięstwo wojsk tatarskich nad litewskimi w bitwie pod Wiśniowcem.
- 1633 – Krzyczew (obecnie na Białorusi) został lokowany na prawie magdeburskim i otrzymał herb miejski.
- 1655 – Potop szwedzki: w Wierzbołowie została zawiązana przez zbuntowane oddziały radziwiłłowskie konfederacja wojsk litewskich wymierzona przeciwko Szwedom i Januszowi Radziwiłłowi, w obronie króla Jana Kazimierza.
- 1656 – Położono kamień węgielny pod budowę protestanckiego kościoła Pokoju w Świdnicy.
- 1669 – Ełk otrzymał potwierdzenie praw miejskich oraz szereg przywilejów.
- 1794 – Insurekcja kościuszkowska: powołano Sąd Kryminalny Wojskowy.
- 1820 – Wielki pożar Buska-Zdroju.
- 1879 – W Szczecinie uruchomiono komunikację tramwajową.
- 1906 – Założono niemiecki klub piłkarski 06 Zalenze, jeden z pierwszych na terenie dzisiejszej Polski.
- 1914 – I wojna światowa: rozpoczęła się bitwa pod Kraśnikiem.
- 1919:
  - Podczas lotu pokazowego, obserwowanego m.in. przez Naczelnego Wodza Józefa Piłsudskiego, rozpadł się w powietrzu samolot myśliwsko-rozpoznawczy CWL SK-1, w wyniku czego zginęła dwuosobowa załoga.
  - Wybuchło powstanie sejneńskie, zorganizowane przez Polską Organizację Wojskową przeciwko administracji litewskiej.
- 1923 – Z archikatedry gnieźnieńskiej skradziono relikwiarz z głową św. Wojciecha.
- 1930 – Upadł pierwszy rząd Walerego Sławka.
- 1944:
  - w czasie operacji lwowsko-sandomierskiej Armia Czerwona zdobyła Dębicę
  - 23. dzień powstania warszawskiego: sukcesy powstańców w Śródmieściu: zdobyto Stację Telefonów przy ul. Piusa XI, kościół św. Krzyża, gmach Komendy Głównej Policji, Ministerstwo Spraw Wewnętrznych. Jednocześnie odbito zakładników z rąk niemieckich.
  - oddziały II Zgrupowania AK Obwodu Dębica stoczyły pod Kałużówką największą bitwę partyzancką w Polsce południowo-wschodniej z oddziałami Wehrmachtu.
  - 250 polskich oficerów więzionych przez NKWD na Majdanku zostało wywiezionych do łagrów w ZSRR.
- 1953 – Rząd PRL ogłosił zrzeczenie się reparacji od Niemiec po II wojnie światowej.
- 1967 – Przy okazji cyklicznych plenerów osieckich w Łazach koło Koszalina odbył się panoramiczny happening morski autorstwa Tadeusza Kantora.
- 1980:
  - Po 12 latach budowy otwarto Stadion Miejski w Poznaniu. W meczu inauguracyjnym Lech Poznań zremisował z Motorem Lublin 1:1.
  - Sierpień 1980: na Wybrzeżu wybuchł strajk generalny.
- 1985 – W Chorzowie i Poznaniu rozpoczęły się kongresy międzynarodowe Świadków Jehowy w Polsce.
- 1992 – W katastrofie śmigłowca Mi-2 należącego do LPR w Sporniaku koło Lublina zginęło 6 osób.
- 2001 – 9 osób zginęło, a 20 zostało rannych w zderzeniu autobusu z ciężarówką na drodze krajowej nr 1 w Kamieńsku.
- 2007:
  - Na Dworcu Centralnym w Warszawie odbyła się oficjalna prezentacja pociągu elektrycznego ED74.
  - Na północny wschód od Krakowa przeszła trąba powietrzna, pozostawiając kilkukilometrowy pas zniszczeń.
- 2014 – Podczas 5. Memoriału Kamili Skolimowskiej, rozgrywanego na zadaszonym Stadionie Narodowym w Warszawie, Jamajczyk Usain Bolt ustanowił czasem 9,98 s. nieoficjalny halowy rekord świata w biegu na 100 metrów.

## Wydarzenia na świecie

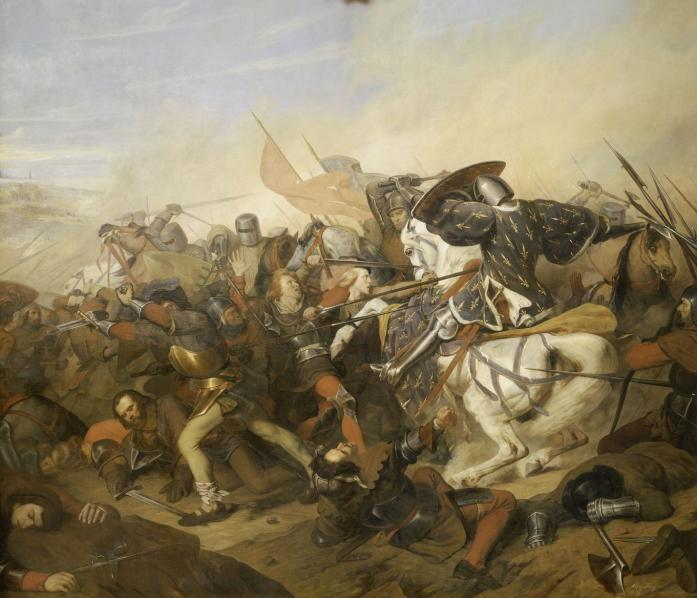
Bitwa pod Cassel (1328) na obrazie Henry’ego Scheffera.

- 153 p.n.e. – Powstanie Luzytanów: w bitwie pod Numancją powstańcy rozbili rzymski legion pod wodzą konsula Quintusa Fulviusza Nobilatora.
- 476 – Dowódca germańskich najemników w służbie Rzymu Odoaker obalił cesarza Romulusa Augustulusa i został obwołany przez wojsko królem; koniec cesarstwa zachodniorzymskiego.
- 1268 – Książę Szwabii Konradyn poniósł klęskę w bitwie pod Tagliacozzo z wojskami króla Sycylii i Neapolu Karola I Andegaweńskiego i dostał się do niewoli.
- 1305 – W Londynie został stracony szkocki bohater narodowy i przywódca powstania antyangielskiego William Wallace.
- 1328 – Zwycięstwo wojsk francuskich nad powstańcami flandryjskimi w bitwie pod Cassel.
- 1388 – Wojna miast w Niemczech: zwycięstwo hrabiego Wirtembergii Eberharda II nad wojskami Związku Miast Szwabskich w bitwie pod Döffingen.
- 1462 – W Norymberdze zawarto rozejm w wojnie bawarskiej, toczonej między elektorem Brandenburgii Albrechtem Achillesem a księciem Bawarii-Landshut Ludwikiem IX Bogatym.
- 1514 – Sułtan Imperium Osmańskiego Selim I Groźny zwyciężył szacha Isma’ila I w bitwie na równinie Czałdyran.
- 1521 – Gustaw I Waza został regentem Szwecji.
- 1568 – Pietro del Monte został wielkim mistrzem zakonu joannitów.
- 1572 – W Paryżu doszło do pogromu hugenotów (tzw. noc św. Bartłomieja z 23 na 24 sierpnia).
- 1595 – III wojna austriacko-turecka: zwycięstwo wojsk węgiersko-wołoskich nad tureckimi w bitwie w wąwozie Calugareni.
- 1614:
  - Założono uniwersytet w holenderskim Groningen.
  - Z Frankfurtu nad Menem wypędzono 1380 Żydów.
- 1628 – W Portsmouth porucznik marynarki angielskiej i fanatyczny purytanin John Felton zasztyletował George’a Villiersa, pierwszego księcia Buckingham, faworyta króla Karola I Stuarta.
- 1645 – Dania i Szwecja zawarły pokój w Brömsebro.
- 1702 – Wojna o sukcesję hiszpańską: flota angielsko-holenderska rozpoczęła oblężenie Kadyksu.
- 1711 – Na wyspie Île aux Œufs w estuarium Rzeki Świętego Wawrzyńca rozbiła się w nocy z 22 na 23 sierpnia część brytyjskiej floty admirała Hovendena Walkera, płynącej z Bostonu w celu zajęcia francuskich kolonii, w wyniku czego zatonęło 10 okrętów wraz z ok. 900 osobami.
- 1727 – Zawarto traktat kiachtański wytyczający nowy przebieg granicy chińsko-rosyjskiej od Kiachty do Argunu.
- 1735 – W Paryżu odbyła się premiera opery-baletu Les Indes galantes z muzyką Jeana-Philippe’a Rameau.
- 1765 – Wybuchła wojna birmańsko-syjamska.
- 1791 – W nocy z 22 na 23 sierpnia wybuchło powstanie niewolników we francuskiej kolonii Saint-Domingue (dzisiejsze Haiti).
- 1793:
  - Hiszpański żeglarz José Salas Valdésa jako pierwszy Europejczyk dostrzegł bezludną wysepkę Sala y Gómez, najdalej na wschód wysuniętą wyspę Polinezji i całej Oceanii.
  - Rewolucja francuska: wobec zagrożenia zewnętrznego i krytycznej sytuacji na frontach Konwent Narodowy zarządził pospolite ruszenie.
- 1799 – Wyprawa Napoleona do Egiptu: Napoleon Bonaparte odpłynął do Francji, pozostawiając dowodzenie wojskami gen. Jean-Baptiste Kléberowi.
- 1813 – VI koalicja antyfrancuska: zwycięstwo wojsk szwedzko-niemieckich w bitwie pod Großbeeren.
- 1833 – W koloniach brytyjskich zniesiono niewolnictwo.
- 1834 – Erupcja Wezuwiusza.
- 1839 – I wojna opiumowa: wojska brytyjskie zajęły Hongkong.
- 1849 – Powstanie węgierskie: 10 dni po kapitulacji powstańczej armii węgierskiej pod zamkiem Világos przed wojskami rosyjskimi, gen. Józef Bem z liczącymi 7–8 tys. żołnierzy niedobitkami przekroczył granicę turecko-węgierską w Widyniu.
- 1850 – Zakończono prace nad pociągnięciem kabla telegraficznego po dnie kanału La Manche.
- 1858 – 14 osób zginęło, a 50 zostało rannych w katastrofie kolejowej pod Dudley w Anglii.
- 1866 – Zawarto pokój w Pradze kończący wojnę prusko-austriacką.
- 1870 – Wojna francusko-pruska: pruska artyleria ostrzelała Strasburg.
- 1882 – W Rydze uruchomiono pierwszą linię tramwaju konnego.
- 1884 – Wojna chińsko-francuska: zwycięstwo floty francuskiej w bitwie pod Fuzhou.
- 1892 – Niemiecki astronom Max Wolf odkrył planetoidę (334) Chicago.
- 1895 – Eloy Alfaro został prezydentem Ekwadoru.
- 1903 – VI Kongres Syjonistyczny w Bazylei po raz pierwszy ogłosił, że jego celem podstawowym jest chęć założenia państwa żydowskiego na terenie Palestyny.
- 1904 – Amerykanin Harry D. Weed uzyskał patent na samochodowy łańcuch przeciwślizgowy.
- 1913 – W kopenhaskim porcie odsłonięto posąg Małej Syrenki.
- 1914 – I wojna światowa:
  - Japonia wypowiedziała wojnę Niemcom.
  - Zwycięstwo wojsk brytyjskich nad niemieckimi w bitwie pod Mons.
- 1917 – Internowani przez władze niemieckie Józef Piłsudski i Kazimierz Sosnkowski zostali przeniesieni z Wesel do Magdeburga.
- 1921:
  - Fajsal I został królem Iraku.
  - W pobliżu miasta Kingston upon Hull w Anglii doszło do eksplozji sterowca R-38, w wyniku czego zginęło 41 osób.
- 1927:
  - W amerykańskim stanie Massachusetts, mimo protestów na całym świecie, stracono na krześle elektrycznym włoskich anarchistów Ferdinanda Sacco i Bartolomeo Vanzettiego, skazanych za morderstwo i kradzież.
  - Założono Meksykański Związek Piłki Nożnej (FMF).
- 1929 – W Hebronie Arabowie dokonali masakry 67 Żydów.
- 1930:
  - W Brukseli otwarto Stadion Heysel.
  - Zwodowano włoski krążownik lekki „Alberico da Barbiano”(inne języki).
- 1931 – Uruchomiono komunikację tramwajową w ukraińskiej Konstantynówce.
- 1932 – W katastrofie tramwaju linowego w walijskim Llandudno zginęły 2 osoby, a 10 zostało rannych.
- 1935 – Premiera amerykańskiej komedii filmowej Flip i Flap: Indyjscy piechurzy w reżyserii Jamesa W. Horne’a.
- 1938 – Premiera amerykańskiej komedii filmowej Cieszmy się życiem w reżyserii Franka Capry.
- 1939:
  - Gen. Carlos Quintanilla został tymczasowym prezydentem Boliwii po samobójczej śmierci ppłka Germána Buscha.
  - Ministrowie spraw zagranicznych Wiaczesław Mołotow i Joachim von Ribbentrop podpisali w Moskwie radziecko-niemiecki pakt o nieagresji wraz z tajnym protokołem dodatkowym, dzielącym Europę Wschodnią na strefy interesów.
- 1941:
  - Atak Niemiec na ZSRR: rozpoczęła się bitwa o Kijów.
  - Niemcy i ich litewscy kolaboranci dokonali ostatecznej likwidacji getta w Poniewieżu, mordując 7523 Żydów.
  - Niemcy utworzyli getto żydowskie w Rydze.
- 1942 – Front wschodni: rozpoczęła się bitwa stalingradzka.
- 1943 – Front wschodni: zwycięstwem wojsk radzieckich zakończyła się bitwa na łuku kurskim.
- 1944:
  - Bitwa o Atlantyk: na Zatoce Biskajskiej zatonął prawdopodobnie po wejściu na minę niemiecki okręt podwodny U-180 wraz z całą, 56-osobową załogą.
  - Król Rumunii Michał I wydał rozkaz aresztowania pronazistowskiego premiera Iona Antonescu i zadeklarował rozejm z ZSRR.
  - W miejscowości Freckleton w północno-zachodniej Anglii spadł na zabudowania i eksplodował amerykański bombowiec Consolidated B-24 Liberator, w wyniku czego zginęło 61 osób, w tym 38 dzieci.
  - Wojska alianckie zdobyły Marsylię.
- 1945 – Król Wielkiej Brytanii Jerzy VI ustanowił cywilne odznaczenia: Medal za Służbę w Sprawie Wolności i Medal za Odwagę w Sprawie Wolności.
- 1948 – W Amsterdamie powołano do istnienia Światową Radę Kościołów.
- 1949 – Przed sądem w Hamburgu pod zarzutem popełnienia zbrodni wojennych stanął feldmarszałek III Rzeszy Erich von Manstein.
- 1950 – Rzeka Subansiri przebiła się przez osuwisko powstałe 15 sierpnia w wyniku potężnego trzęsienia ziemi na pograniczu indyjskiego stanu Asam i Tybetu i jej doliną przeszła wysoka na 7 metrów fala, zabijając 532 lub 536 osób.
- 1954 – Dokonano oblotu amerykańskiego wojskowego samolotu transportowego Lockheed C-130 Hercules.
- 1958:
  - Armia chińska niespodziewanie ostrzelała należące do Tajwanu wyspy Kinmen i Mazu Liedao – początek II kryzysu w Cieśninie Tajwańskiej.
  - Powołano amerykańską Federalną Administrację Lotnictwa (FAA).
- 1960 – W rumuńskim mieście Jassy otwarto Stadion im. Emila Alexandrescu.
- 1962 – John Lennon ożenił się z Cynthią Powell.
- 1963 – Ukazał się singiel She Loves You grupy The Beatles.
- 1973 – W Sztokholmie doszło do napadu na placówkę Kreditbanken, a następnie 6-dniowego uwięzienia zakładników. Na podstawie swych obserwacji, współpracujący wtedy z policją kryminolog i psycholog Nils Bejerot utworzył termin syndrom sztokholmski, oznaczający psychiczne uzależnienie zakładników od porywaczy.
- 1974 – John Lennon rzekomo zaobserwował UFO nad Nowym Jorkiem. Wzmianka o tym zdarzeniu znalazła się w jego piosence Nobody Told Me.
- 1975:
  - Komunistyczne siły Pathet Lao zdobyły stolicę Laosu, Wientian.
  - Otwarto metro w Charkowie.
- 1977 – Mięśniolot Gossamer Condor konstrukcji amerykańskiego inżyniera Paula MacCready’ego zdobył Nagrodę Kremera za pokonanie w powietrzu wyznaczonego odcinka w kształcie ósemki.
- 1982 – Beszir Dżemajel został wybrany przez parlament na urząd prezydenta Libanu.
- 1984 – W Izraelu odbyły się wybory do Knesetu.
- 1989 – W proteście przeciwko sytuacji politycznej w ZSRR około 2 mln mieszkańców krajów nadbałtyckich utworzyło żywy łańcuch o długości ponad 600 km.
- 1990:
  - Armenia ogłosiła niepodległość (od ZSRR).
  - Wschodnioniemiecka Izba Ludowa wyraziła zgodę na zjednoczenie Niemiec.
- 1994 – W hangarze jachtowym na szkockiej wyspie Jura Bill Drummond i Jimmy Cauty z grupy muzycznej The KLF spalili milion funtów, rejestrując zdarzenie na godzinnym filmie.
- 1995 – Meles Zenawi został premierem Etiopii.
- 1998 – Prezydent Rosji Borys Jelcyn zdymisjonował rząd Siergieja Kirijenki, obarczając go winą za wybuch kryzysu finansowego. P.o. premiera został Wiktor Czernomyrdin.
- 2000 – 143 osoby zginęły w katastrofie samolotu Airbus A320 linii lotniczych Gulf Air u wybrzeży Bahrajnu.
- 2003 – W północnej Kanadzie utworzono Park Narodowy Ukkusiksalik.
- 2005:
  - Na Bahamach uformował się huragan Katrina.
  - W katastrofie lotu TANS Perú 204 w peruwiańskim mieście Pucallpa zginęło 40 osób, a 58 zostało rannych.
- 2006 – 18-letnia Austriaczka Natascha Kampusch uciekła po 8 latach z niewoli u porywacza Wolfganga Přiklopila.
- 2010 – Meksykanka Jimena Navarrete zdobyła w Las Vegas tytuł Miss Universe 2010.
- 2011:
  - Libijscy powstańcy zdobyli kwaterę Mu’ammara al-Kaddafiego w Trypolisie, zmuszając go do ucieczki. Władzę w kraju przejęła de facto Narodowa Rada Tymczasowa.
  - Trzęsienie ziemi z epicentrum w amerykańskim stanie Wirginia o sile 5,8 stopnia w skali Richtera, które nie spowodowało ofiar.
  - Wojna domowa w Syrii: przeciwnicy reżimu prezydenta Baszara al-Asada powołali w Stambule Narodową Radę Syryjską.
- 2013:
  - 23 osoby zginęły, a 50 zostało rannych w wyniku wybuchu samochodu-pułapki przed kawiarnią w Bagdadzie.
  - 47 osób zginęło, a około 500 zostało rannych w wyniku wybuchów dwóch samochodów-pułapek przed sunnickimi meczetami w libańskim mieście Trypolis.
- 2014 – W serii 4 zamachów bombowych w Iraku (3 w Kirkuku i w Bagdadzie) zginęły 42 osoby a kilkadziesiąt zostało rannych.
- 2023 – W katastrofie lotniczej pod Kużenkinem w Rosji zginęło 3 członków załogi i 7 członków grupy Wagnera, w tym Jewgienij Prigożyn i Dmitrij Utkin.

## Zdarzenia astronomiczne ieksploracja kosmosu
- 1924 – Wielka opozycja Marsa.
- 1961 – Wystrzelono amerykańską sondę księżycową Ranger 1.
- 1966 – Sonda Lunar Orbiter 1 wykonała pierwsze zdjęcie Ziemi z orbity Księżyca.
- 2004 – W gwiazdozbiorze Lutni została odkryta planeta pozasłoneczna TrES-1 b, druga zaobserwowana bezpośrednio (po HD 209458 b).

## Urodzili się
- 686 – Karol Młot, majordom Austrazji i Neustrii (zm. 741)
- 963 – Ryszard II Dobry, książę Normandii (zm. 1027)
- 1388 – Eberhard IV, hrabia Wirtembergii (zm. 1419)
- 1517 – Franciszek I, książę Lotaryngii (zm. 1545)
- 1524 – François Hotman, francuski prawnik, pisarz (zm. 1590)
- 1579 – Thomas Dempster, szkocki historyk (zm. 1625)
- 1609 – Franciscus Chemnitz, niemiecki lekarz (zm. 1656)
- 1623 – Stanisław Lubieniecki młodszy, polski astronom, historyk, pisarz, duchowny kościoła braci polskich (zm. 1675)
- 1641 – Bartolomäus Möller, niemiecki jezuita (zm. 1702)
- 1643 – Fryderyk Mortzfeld, polski duchowny luterański, pisarz religijny (zm. 1691)
- 1683 – Giovanni Poleni, włoski matematyk, fizyk, astronom (zm. 1761)
- 1710 – Adam Abramowicz, polski jezuita, wykładowca akademicki (zm. 1766)
- 1714 – Leon Ludwik Szeptycki, ukraiński duchowny greckokatolicki, bazylianin, biskup lwowski, arcybiskup metropolita kijowski (zm. 1779)
- 1727 – Friedrich Hartmann Graf, niemiecki kompozytor, flecista (zm. 1795)
- 1740 – Iwan VI Romanow, car Rosji (zm. 1764)
- 1741 – Jean-François de La Pérouse, francuski oficer marynarki, żeglarz, odkrywca, naukowiec (zm. 1788)
- 1751:
  - Viviano Orfini, włoski kardynał (zm. 1823)
  - Nikolaus Simrock, niemiecki wydawca muzyczny (zm. 1832)
- 1754 – Ludwik XVI, król Francji (zm. 1793)
- 1755 – Antoni Bartłomiej Ledóchowski, polski ziemianin, polityk (zm. 1835)
- 1768 – Astley Paston Cooper, brytyjski chirurg (zm. 1841)
- 1769 – Georges Cuvier, francuski zoolog, paleontolog (zm. 1832)
- 1773 – Jakob Friedrich Fries, niemiecki filozof, fizyk, matematyk (zm. 1843)
- 1777 – Adelajda Orleańska, francuska arystokratka (zm. 1847)
- 1785 – Oliver Hazard Perry, amerykański komandor (zm. 1819)
- 1797 – Adhémar Jean Claude Barré de Saint-Venant, francuski inżynier (zm. 1886)
- 1803:
  - Piotr Vernier, polski botanik, ogrodnik, nauczyciel, publicysta, rysownik pochodzenia francuskiego (zm. 1890)
  - Gustaaf Wappers, belgijski malarz (zm. 1874)
- 1805 – Anton von Schmerling, austriacki prawnik, polityk, premier Austrii (zm. 1893)
- 1811 – August Bravais, francuski krystalograf, fizyk, matematyk (zm. 1863)
- 1813 – János Simor, węgierski duchowny katolicki, arcybiskup Ostrzyhomia, prymas Węgier, kardynał (zm. 1891)
- 1814 – James Roosevelt Bayley, amerykański duchowny katolicki, arcybiskup Baltimore, prymas USA (zm. 1877)
- 1817 – Peter Friedrich Arndt, niemiecki matematyk (zm. 1866)
- 1818 – Johann Eccarius, niemiecki krawiec, publicysta, działacz robotniczy (zm. 1889)
- 1823 – Bartłomiej Nowak, polski przywódca chłopski, pułkownik, uczestnik powstania styczniowego (zm. 1890)
- 1828 – Alfons von Wimpffen, austriacki pułkownik (zm. 1866)
- 1829 – Moritz Benedikt Cantor, niemiecki historyk matematyki pochodzenia żydowskiego (zm. 1920)
- 1836 – Maria Henrietta, arcyksiężna austriacka, księżniczka węgierska, królowa Belgów (zm. 1902)
- 1838 – Róża Kolumba Białecka, polska dominikanka, Służebnica Boża (zm. 1887)
- 1839:
  - James Geikie, brytyjski geolog, geograf (zm. 1915)
  - George Clement Perkins, amerykański polityk, senator (zm. 1923)
- 1840:
  - Gabriel von Max, austriacko-niemiecki malarz pochodzenia czeskiego (zm. 1915)
  - Samuel Schenk, austriacki embriolog (zm. 1902)
- 1842 – Osborne Reynolds, irlandzki inżynier (zm. 1912)
- 1843 – Viktor Lorenc, czeski inżynier mechanik, taternik (zm. 1915)
- 1848 – Wasilij Sołłogub, rosyjski generał porucznik (zm. 1908)
- 1849 – William Ernest Henley, brytyjski poeta, krytyk literacki (zm. 1903)
- 1851:
  - Alois Jirásek, czeski prozaik, dramaturg (zm. 1930)
  - Aleksander (Pietrowski), rosyjski biskup i święty prawosławny (zm. 1940)
- 1853 – João Marques de Oliveira, portugalski malarz, pedagog (zm. 1927)
- 1854 – Moritz Moszkowski, niemiecki pianista, kompozytor, pedagog pochodzenia żydowskiego (zm. 1925)
- 1859 – Wacław Szymanowski, polski rzeźbiarz, malarz (zm. 1930)
- 1860 – Antoni Jastrzębski, polski generał brygady (zm. 1924)
- 1861 – Thomas Macnamara, brytyjski polityk (zm. 1931)
- 1862 – Jan Kotrč, czeski szachista, kompozytor szachowy, publicysta (zm. 1943)
- 1863 – Amélie Rives Troubetzkoy, amerykańska prozaiczka, poetka i dramatopisarka (zm. 1945)
- 1864 – Francisco Franco da Rocha, brazylijski psychiatra (zm. 1933)
- 1867 – Marcel Schwob, francuski pisarz pochodzenia żydowskiego (zm. 1905)
- 1868:
  - Dušan Jurkovič, słowacki architekt (zm. 1947)
  - Edgar Lee Masters, amerykański poeta, prozaik, dramaturg, biograf (zm. 1950)
  - Carlos Felipe Morales, dominikański generał, polityk, prezydent Dominikany (zm. 1914)
  - Paul Otlet, belgijski naukowiec (zm. 1944)
- 1871 – Franciszek Meraviglia-Crivelli, polski hrabia, generał brygady (zm. 1934)
- 1873 – Bolesław Frej, polski generał brygady (zm. 1950)
- 1874 – Wacław Szokalski, polski generał brygady (zm. 1956)
- 1879 – Alfrēds Kalniņš, łotewski kompozytor (zm. 1951)
- 1880 – Aleksandr Grin, rosyjski pisarz pochodzenia polskiego (zm. 1932)
- 1881:
  - Franciszek Adolf Acher, polski agronom, ogrodnik, działacz społeczny pochodzenia niemieckiego (zm. 1958)
  - Ethel Myers, amerykańska rzeźbiarka, malarka, projektantka mody, wykładowczyni akademicka (zm. 1960)
- 1885:
  - Kazimierz Grus, polski karykaturzysta, rysownik, ilustrator (zm. 1955)
  - Henry Tizard, brytyjski chemik, matematyk (zm. 1959)
- 1886:
  - Emilian (Piperković), serbski biskup prawosławny (zm. 1970)
  - Alan Roscoe, amerykański aktor (zm. 1933)
- 1887:
  - Władysław Bończa-Uzdowski, polski generał brygady, działacz sportowy (zm. 1957)
  - Albert Gutterson, amerykański lekkoatleta, skoczek w dal (zm. 1965)
- 1888 – Erwin Kern, niemiecki lekkoatleta, sprinter (zm. 1963)
- 1889 – Herman Meyboom, belgijski pływak, piłkarz wodny (zm. ?)
- 1890:
  - Bolesław Busiakiewicz, polski dziennikarz, krytyk muzyczny (zm. 1971)
  - Ludwik Gardowski, polski grafik, pedagog (zm. 1965)
  - Wincenty II, serbski duchowny prawosławny, patriarcha Serbii (zm. 1958)
  - Kajetan Sawczuk, polski poeta, działacz niepodległościowy (zm. 1917)
  - Kazimierz Marian Wyszyński, polski oficer kawalerii, dyplomata (zm. 1935)
- 1891:
  - Anna Ludwika Czerny, polska poetka, powieściopisarka (zm. 1968)
  - Gaston Strobino, amerykański lekkoatleta, długodystansowiec pochodzenia włoskiego (zm. 1969)
- 1893 – Aleksandr Łoktionow, radziecki dowódca wojskowy, polityk (zm. 1941)
- 1894 – Zygmunt Gużewski, polski major artylerii, starosta chełmiński (zm. 1973)
- 1896:
  - Paul Lemaire, belgijski franciszkanin, biblista, historyk, orientalista (zm. 1962)
  - Józef Mickiewicz, polski kapitan pilot obserwator (zm. 1943)
- 1897 – John Francis Greif, ugandyjski duchowny katolicki, biskup Tororo (zm. 1968)
- 1898 – Tadeusz Szaliński, polski prawnik, działacz niepodległościowy (zm. 1971)
- 1899:
  - Kasjan (Jarosławski), rosyjski biskup prawosławny (zm. 1990)
  - Constance Jeans, brytyjska pływaczka (zm. 1994)
- 1900:
  - Stanisław Belski, polski aktor (zm. 1960)
  - Pēteris Blaus, łotewski dziennikarz, polityk (zm. 1971)
  - Klaudiusz Granzotto, włoski franciszkanin, błogosławiony (zm. 1947)
  - Ernst Křenek, austriacki kompozytor, publicysta pochodzenia czeskiego (zm. 1991)
- 1901 – Ozjasz Szechter, polski dziennikarz, działacz komunistyczny, dysydent pochodzenia żydowskiego (zm. 1972)
- 1902:
  - Maurice Mandrillon, francuski biathlonista, narciarz alpejski (zm. 1981)
  - Ida Siekmann, niemiecka ofiara muru berlińskiego (zm. 1961)
- 1903:
  - Witold Dynowski, polski etnolog (zm. 1986)
  - Serge Golon, francuski pisarz pochodzenia rosyjskiego (zm. 1972)
  - Leon Wudzki, polski pisarz, działacz ruchu robotniczego (zm. 1983)
- 1904 – William Primrose, szkocki altowiolista (zm. 1982)
- 1905:
  - Phyllis King, brytyjska tenisistka (zm. 2006)
  - Czesław Klimuszko, polski duchowny katolicki, franciszkanin, zielarz, jasnowidz, medium, parapsycholog (zm. 1980)
- 1906:
  - Henryk Kurowski, polski aktor (zm. 1972)
  - Zoltan Sarosy, kanadyjski szachista (zm. 2017)
- 1907 – Ludwik Gawrych, polski major, członek NOW i AK, uczestnik powstania warszawskiego (zm. 1979)
- 1908:
  - Arthur Adamov, rosyjski pisarz (zm. 1970)
  - Jakub Gąsienica Wawrytko, polski ratownik górski, przewodnik tatrzański (zm. 1987)
- 1909 – Börje Holmgren, szwedzki curler (zm. 1990)
- 1910:
  - Giuseppe Meazza, włoski piłkarz (zm. 1979)
  - Alfons Maria Stickler, austriacki duchowny katolicki, kardynał (zm. 2007)
- 1911 – Birger Ruud, norweski skoczek narciarski, narciarz alpejski (zm. 1998)
- 1912:
  - Ed Benedict, amerykański animator filmowy (zm. 2006)
  - Gene Kelly, amerykański aktor, piosenkarz, tancerz (zm. 1996)
- 1913:
  - Bob Crosby, amerykański aktor, piosenkarz (zm. 1993)
  - Alla Selawry, niemiecka antropozof, lekarka, homeopatka, teolog pochodzenia rosyjskiego (zm. 1992)
  - Gleb (Smirnow), rosyjski biskup prawosławny (zm. 1987)
  - Duane Swanson, amerykański koszykarz (zm. 2000)
  - Barbara Toporska, polska pisarka, publicystka (zm. 1985)
- 1914:
  - Anna Kornecka, polska agrotechnik, działaczka sportowa (zm. 2017)
  - Lars Lundström, szwedzki żeglarz sportowy (zm. 1982)
  - Lew Ozierow, rosyjski poeta, krytyk literacki, tłumacz pochodzenia żydowskiego (zm. 1996)
- 1915:
  - Antonio Innocenti, włoski kardynał, wysoki urzędnik Kurii Rzymskiej, nuncjusz apostolski (zm. 2008)
  - Aleksandr Riepin, radziecki podpułkownik pilot (zm. 1982)
- 1916:
  - Helena Giżycka, polska filozof, żołnierz AK, sanitariuszka, uczestniczka powstania warszawskiego (zm. 1944)
  - Olech Śliwiński, polski farmaceuta, żołnierz podziemia, działacz społeczny (zm. 2020)
- 1917:
  - Pimien Panczanka, białoruski poeta, dziennikarz (zm. 1995)
  - André Waterkeyn, belgijski inżynier (zm. 2005)
- 1918:
  - Wiktor Borodaczow, radziecki generał major lotnictwa (zm. 1968)
  - Anna Mani, indyjska fizyk, meteorolog (zm. 2001)
  - Zdzisław Peszkowski, polski duchowny katolicki, doktor filozofii, kapelan Rodzin Katyńskich (zm. 2007)
  - Aleksandr Siłantjew, radziecki marszałek lotnictwa (zm. 1996)
  - Maria Turlejska, polska socjolog, historyk, publicystka (zm. 2004)
  - Mieczysław Uniejewski, polski porucznik, żołnierz AK (zm. 1943)
- 1919:
  - Paolo Barbi, włoski polityk (zm. 2011)
  - Jørgen Kieler, duński onkolog, działacz ruchu oporu (zm. 2017)
  - Raymond Lallemant, belgijski pilot wojskowy, as myśliwski (zm. 2008)
  - Dries van der Lof, holenderski kierowca wyścigowy (zm. 1990)
  - Phocas Nikwigize, rwandyjski duchowny katolicki, biskup Ruhengeri (zm. 1996)
- 1921:
  - Kenneth Arrow, amerykański ekonomista, laureat Nagrody Banku Szwecji im. Alfreda Nobla w dziedzinie ekonomii (zm. 2017)
  - Jan Batory, polski reżyser i scenarzysta filmowy (zm. 1981)
  - Włodzimierz Brus, polski ekonomista pochodzenia żydowskiego (zm. 2007)
  - Sam Cook, angielski krykiecista (zm. 1996)
  - Bożena Hager-Małecka, polska lekarka, polityk, poseł na Sejm PRL (zm. 2016)
- 1922:
  - Inge Deutschkron, niemiecka dziennikarka, pisarka (zm. 2022)
  - Roland Dumas, francuski prawnik, polityk, minister spraw zagranicznych (zm. 2024)
  - Eevi Huttunen, fińska łyżwiarka szybka (zm. 2015)
  - Zofia Mrozowska, polska aktorka, pedagog (zm. 1983)
  - Michał Peter, polski duchowny katolicki, biblista (zm. 1982)
  - James Tinn, brytyjski polityk (zm. 1999)
- 1923:
  - Edgar Frank Codd, brytyjski informatyk (zm. 2003)
  - Balram Jakhar, indyjski polityk (zm. 2016)
  - Romuald Nowak, polski działacz komunistyczny, przewodniczący MRN w Olsztynie (zm. 2016)
  - Zofia Posmysz, polska pisarka, scenarzystka filmowa (zm. 2022)
- 1924:
  - Renato Buzzonetti, włoski lekarz (zm. 2017)
  - Ephraim Kishon, izraelski pisarz, satyryk, felietonista, reżyser (zm. 2005)
  - Anna Romankow-Żmudowska, polska biolog, profesor (zm. 2019)
  - Robert Solow, amerykański ekonomista, laureat Nagrody Banku Szwecji im. Alfreda Nobla w dziedzinie ekonomii (zm. 2023)
- 1925:
  - Andrzej Balcerzak, polski aktor (zm. 2017)
  - Sulchan Cincadze, gruziński kompozytor, wiolonczelista (zm. 1991)
  - Włodzimierz Kotoński, polski kompozytor (zm. 2014)
  - Robert Mulligan, amerykański reżyser filmowy (zm. 2008)
  - Jerzy Otello, polski duchowny luterański, regionalista mazurski (zm. 1996)
- 1926:
  - Bogdan Chamczyk, polski operator filmowy (zm. 1998)
  - Jerzy Gąssowski, polski archeolog (zm. 2021)
  - Clifford Geertz, amerykański antropolog (zm. 2006)
  - Gyula Hernádi, węgierski pisarz, scenarzysta filmowy (zm. 2005)
  - Akhtar Hussain, indyjski i pakistański hokeista na trawie (zm. 1987)
- 1927:
  - Dick Bruna, holenderski autor książek dla dzieci (zm. 2017)
  - Huari Bumedien, algierski rewolucjonista, polityk, prezydent Algierii (zm. 1978)
  - Walter Giller, niemiecki aktor (zm. 2011)
  - Allan Kaprow, amerykański artysta, twórca i teoretyk happeningu (zm. 2006)
  - Tadeusz Suchocki, polski kompozytor, pianista, dyrygent, aranżer (zm. 2015)
  - Peter Wyngarde, brytyjski aktor, piosenkarz pochodzenia francuskiego (zm. 2018)
- 1928:
  - John Lupton, amerykański aktor (zm. 1993)
  - Marian Seldes, amerykańska aktorka (zm. 2014)
- 1929:
  - Zoltán Czibor, węgierski piłkarz (zm. 1997)
  - Herbert Hlubek, polski duchowny katolicki, duszpasterz akademicki (zm. 2013)
  - Ludwik Machalski, polski członek podziemia antykomunistycznego (ur. 1929)
  - Vera Miles, amerykańska aktorka
  - Zdzisław Żandarowski, polski prawnik, polityk, poseł na Sejm PRL, członek Rady Państwa (zm. 1994)
- 1930:
  - Ja’ir Caban, izraelski polityk
  - Cabeção, brazylijski piłkarz (zm. 2020)
  - Joanne Hewson, kanadyjska narciarka alpejska (zm. 2023)
  - Michel Rocard, francuski polityk, premier Francji (zm. 2016)
- 1931:
  - William Andre, amerykański pięcioboista nowoczesny (zm. 2019)
  - Ryszard Danecki, polski poeta, prozaik, librecista, tłumacz (zm. 2013)
  - Barbara Eden, amerykańska aktorka, piosenkarka i producentka telewizyjna
  - Hamilton Othanel Smith, amerykański mikrobiolog, laureat Nagrody Nobla
- 1932:
  - Jerzy Burchardt, polski historyk, archiwista, wykładowca (zm. 2008)
  - Leszek Figurski, polski duchowny katolicki, teolog, filozof, wykładowca akademicki, pisarz (zm. 2015)
  - Jerzy Walachowicz, polski historyk, wykładowca akademicki (zm. 2014)
- 1933:
  - Robert Curl, amerykański chemik, laureat Nagrody Nobla (zm. 2022)
  - Wojciech Janicki, polski historyk, publicysta, polityk, poseł na Sejm PRL (zm. 2021)
  - Jure Robežnik, słoweński pianista, kompozytor (zm. 2022)
  - Amparo Soler Leal, hiszpańska aktorka (zm. 2013)
  - Wojciech Suchorzewski, polski inżynier komunikacji, urbanista (zm. 2022)
  - Zbigniew Sulatycki, polski inżynier, kapitan żeglugi wielkiej, publicysta (zm. 2024)
  - Pete Wilson, amerykański polityk, senator
- 1934:
  - Carlos Amigo Vallejo, hiszpański duchowny katolicki, arcybiskup Tangeru i Sewilli, kardynał (zm. 2022)
  - Brian Crutcher, brytyjski żużlowiec
  - Jan Olszewski, polski krytyk filmowy (zm. 2014)
  - Richard Schechner, amerykański reżyser, teoretyk i krytyk teatralny
  - Rem Wiachiriew, rosyjski przedsiębiorca, polityk (zm. 2013)
- 1935:
  - Stevan Bena, serbski piłkarz, trener (zm. 2012)
  - Mike Gambrill, brytyjski kolarz szosowy i torowy (zm. 2011)
  - Eva Hajičová, czeska językoznawczyni
  - Alberto Mariotti, argentyński piłkarz
  - Mariusz Stopczyk, polski kardiolog, wykładowca akademicki (zm. 2002)
- 1936:
  - Andrzej Bukowski, polski chemik, profesor nauk technicznych (zm. 2021)
  - Henry Lee Lucas, amerykański seryjny morderca (zm. 2001)
- 1937 – Ewa Thompson, polsko-amerykańska literaturoznawczyni
- 1938:
  - Giacomo Bini, włoski duchowny katolicki, franciszkanin, teolog (zm. 2014)
  - Roger Greenaway, brytyjski piosenkarz, autor tekstów, producent muzyczny
  - Marius Theiler, szwajcarski lekkoatleta, sprinter
- 1939:
  - Edward Linde-Lubaszenko, polski aktor
  - Witold Stanisław Michałowski, polski inżynier, pisarz, podróżnik, wykładowca akademicki (zm. 2017)
- 1940:
  - Tony Bill, amerykański aktor, reżyser i producent filmowy
  - Vicki Brown, brytyjska piosenkarka (zm. 1991)
  - Paulino Lukudu Loro, południowosudański duchowny katolicki, arcybiskup Dżuby (zm. 2021)
  - Jean-Paul Mathieu, francuski duchowny katolicki, biskup Saint-Dié
  - Thomas Steitz, amerykański biochemik, biofizyk molekularny, laureat Nagrody Nobla (zm. 2018)
- 1941:
  - Rafael Albrecht, argentyński piłkarz (zm. 2021)
  - Michał Jagiełło, polski pisarz, taternik, alpinista, przewodnik tatrzański, ratownik TOPR (zm. 2016)
  - Petre Poalelungi, rumuński zapaśnik
- 1942:
  - Andrzej Offmański, polski duchowny katolicki, infułat, profesor nauk teologicznych
  - Dimitris Papaioanu, grecki piłkarz (zm. 2023)
  - Nancy Richey, amerykańska tenisistka
- 1943:
  - Rodney Alcala, amerykański gwałciciel, seryjny morderca (zm. 2021)
  - Kiço Blushi, albański pisarz, scenarzysta filmowy, polityk (zm. 2019)
  - Roberto D’Aubuisson, salwadorski polityk (zm. 1992)
  - Nelson DeMille, amerykański pisarz (zm. 2024)
  - Donald Kalpokas, vanuacki polityk, premier Vanuatu (zm. 2019)
  - Marek Tałasiewicz, polski polityk, wojewoda zachodniopomorski
- 1944:
  - Augustin Deleanu, rumuński piłkarz (zm. 2014)
  - Hiroshi Kobayashi, japoński bokser
  - Susan Waddington, brytyjska działaczka samorządowa, polityk, eurodeputowana
- 1945:
  - Charles Beasley, amerykański koszykarz (zm. 2015)
  - Tom Boerwinkle, amerykański koszykarz (zm. 2013)
  - Itchō Itō, japoński polityk (zm. 2007)
  - Rita Pavone, włoska piosenkarka
  - Vasile Sărucan, rumuński lekkoatleta, skoczek w dal (zm. 2025)
- 1946:
  - Lech Garlicki, polski prawnik, sędzia Trybunału Konstytucyjnego i Europejskiego Trybunału Praw Człowieka
  - Robert Irwin, brytyjski historyk, mediewista, arabista, pisarz (zm. 2024)
  - Keith Moon, brytyjski perkusista, członek zespołu The Who (zm. 1978)
  - Włodzimierz Wachowicz, polski piłkarz ręczny, trener
  - Michel Wieviorka, francuski socjolog pochodzenia polsko-żydowskiego
- 1947:
  - Terje Rypdal, norweski kompozytor, gitarzysta jazzowy
  - Jerzy Satanowski, polski kompozytor, wokalista, dyrygent, reżyser
  - Lex Schoenmaker, holenderski piłkarz, trener
  - Linda Thompson, brytyjska piosenkarka
- 1948:
  - Jurij Jechanurow, ukraiński polityk, premier Ukrainy
  - Bogdan Lesyng, polski biofizyk, bioinformatyk
  - Andrei Pleșu, rumuński filozof, krytyk sztuki, dziennikarz, polityk
  - Stanisław Stabro, polski poeta, krytyk i historyk literatury, profesor nauk humanistycznych
- 1949:
  - Geoff Capes, brytyjski lekkoatleta, kulomiot, strongman (zm. 2024)
  - Ałła Dżyojewa, osetyjska nauczycielka, polityk
  - Michaił Gołowatow, rosyjski adwokat, oficer, działacz sportowy, antyterrorysta (zm. 2022)
  - Vicky Leandros, niemiecka piosenkarka pochodzenia greckiego
  - Shelley Long, amerykańska aktorka, reżyserka i producentka filmowa i telewizyjna
  - William Mulvey, amerykański duchowny katolicki, biskup Corpus Christi
  - Wiesław Opęchowski, polski rolnik, polityk, poseł na Sejm RP
  - Rick Springfield, australijski piosenkarz, autor tekstów, aktor
- 1950:
  - Roberto Alonso, kubański dysydent, działacz antykomunistyczny
  - Luigi Delneri, włoski piłkarz, trener
  - Izabela Jaruga-Nowacka, polska polityk, poseł na Sejm RP (zm. 2010)
  - Marian Krzaklewski, polski związkowiec, polityk, poseł na Sejm RP
  - Roza Otunbajewa, kirgiska polityk, prezydent Kirgistanu
- 1951:
  - Halina Abramczyk, polska fizyk, chemik, wykładowczyni akademicka
  - Waldemar Dąbrowski, polski animator kultury, dyrektor teatralny, polityk, minister kultury
  - Jimi Jamison, amerykański wokalista, członek zespołu Survivor (zm. 2014)
  - Achmat Kadyrow, czeczeński polityk, prorosyjski prezydent Czeczenii (zm. 2004)
  - Stanisław Karpiel, polski biathlonista
  - Piotr Wojciech Kotlarz, polski pisarz, historyk, historiozof, publicysta
  - Noor, królowa Jordanii
  - Jerzy Rogowski, polski aktor, kaskader
  - Petr Šabach, czeski pisarz (zm. 2017)
- 1952:
  - Klaus-Dietrich Flade, niemiecki pilot doświadczalny, astronauta, inżynier chemik
  - Maria Manuel Leitão Marques, portugalska ekonomistka, wykładowczyni akademicka, polityk
  - Marek Jerzy Olbrycht, polski generał brygady
  - Santillana, hiszpański piłkarz
- 1953:
  - Ryszard Bartosz, polski rolnik, polityk, poseł na Sejm RP
  - Salih Bora, irański zapaśnik
  - Adam Mazurek, polski kontradmirał
  - Artūras Paulauskas, litewski prawnik, polityk, prokurator generalny
  - Frank Runyeon, amerykański aktor
  - Randy Williams, amerykański lekkoatleta, skoczek w dal
- 1954:
  - Philip Emeagwali, nigeryjski matematyk, informatyk
  - Zigmas Lydeka, litewski ekonomista, wykładowca akademicki
  - Antoni Mężydło, polski polityk, poseł na Sejm RP
  - Halimah Yacob, singapurska polityk, prezydent Singapuru
- 1955:
  - Ibrahim Aoudou, kameruński piłkarz, trener
  - Christine Hennion, francuska polityk
  - Daniel Stabrawa, polski skrzypek, dyrygent
- 1956:
  - Andrzej Grzyb, polski polityk, poseł na Sejm RP
  - Karel Jarolím, czeski piłkarz, trener
  - David Wolf, amerykański lekarz, inżynier, astronauta pochodzenia żydowskiego
- 1957:
  - Radosław Gawlik, polski ekolog, polityk, poseł na Sejm RP
  - Anastasios Mitropulos, grecki piłkarz
- 1958:
  - Julien Nkoghe Bekale, gaboński polityk, premier Gabonu
  - Michael Byrnes, amerykański duchowny katolicki, biskup pomocniczy Detroit, arcybiskup metropolita Hagåtña (zm. 2025)
  - Bill Haslam, amerykański polityk, gubernator Tennessee
  - Karel Plíhal, czeski wokalista, gitarzysta, autor tekstów, aranżer
  - James Van Praagh, amerykański pisarz, producent telewizyjny, medium
- 1959:
  - Juan Barbas, argentyński piłkarz
  - Edwyn Collins, szkocki muzyk i wokalista rockowy
  - Jorge Antônio Putinatti, brazylijski piłkarz
- 1960:
  - Ștefan Iovan, rumuński piłkarz, trener
  - Siergiej Pałto, rosyjski fizyk, matematyk
  - Wolfgang Plagge, norweski pianista, kompozytor, pedagog
  - Chris Potter, kanadyjski aktor
  - María Cecilia del Risco, peruwiańska siatkarka
  - Gilles-Éric Séralini, francuski biolog molekularny
- 1961:
  - Dean DeLeo, amerykański gitarzysta, członek zespołu Stone Temple Pilots
  - Alexandre Desplat, francuski kompozytor muzyki filmowej
  - Eloína Echevarría, kubańska lekkoatletka, skoczkini w dal, trójskoczek (zm. 2025)
  - Mohammad Bagher Ghalibaf, irański polityk, burmistrz Teheranu
  - Mykoła Komarow, ukraiński wioślarz
  - Gary Mabbutt, angielski piłkarz
  - Deron McBee, amerykański gracz w racquetballa, aktor
- 1962:
  - Tore Hattrem, norweski polityk, dyplomata
  - Hassan Mohamed, emiracki piłkarz
  - Thomas Schröder, niemiecki lekkoatleta, sprinter
- 1963:
  - Marie-Christine Cazier, francuska lekkoatletka, sprinterka
  - Ed Gale, amerykański aktor, kaskader (zm. 2025)
  - Mirosław Gil, polski gitarzysta, kompozytor, członek zespołów: Collage, Mr. Gil, Ananke i Belive
  - Nader Mohammadchani, irański piłkarz
  - Park Chan-wook, południowokoreański reżyser i scenarzysta filmowy
  - Robert Rich, amerykański muzyk eksperymentalny
  - Steve Soto, amerykański gitarzysta i wokalista rockowy (zm. 2018)
- 1964:
  - Johan Bruyneel, belgijski kolarz szosowy, dyrektor sportowy
  - Bruno Gerber, szwajcarski bobsleista
  - Aleksander (Hopjorski), estoński biskup prawosławny
- 1965:
  - Roger Avary, kanadyjsko-amerykański reżyser i scenarzysta filmowy
  - Ilija Trojanow, bułgarsko-niemiecki pisarz
- 1966:
  - Alberto Acosta, argentyński piłkarz
  - Charley Boorman, brytyjski aktor, autor programów telewizyjnych
  - Marco Bracci, włoski siatkarz
  - Andrea Faccini, włoski kolarz torowy
  - Rik Smits, holenderski koszykarz
- 1967:
  - Dominic Antonelli, amerykański pilot wojskowy, inżynier, astronauta
  - Cedella Marley, jamajska muzyk reggae
  - Jim Murphy, brytyjski polityk
- 1968:
  - Benjamin Boyce, brytyjski piosenkarz
  - Alex Britti, włoski piosenkarz, gitarzysta
  - Andrzej First, polski kick-boxer, trener (zm. 1996)
  - David Kimutai Too, kenijski polityk (zm. 2008)
  - Tommi Korpela, fiński aktor, scenarzysta filmowy
  - Hajime Moriyasu, japoński piłkarz, trener
  - Dzambołat Tedejew, ukraiński zapaśnik
- 1969:
  - Hannes Reinmayr, austriacki piłkarz
  - Benjamin Rosenbaum, amerykański pisarz science fiction pochodzenia żydowskiego
- 1970:
  - Tim Garrick, amerykański aktor, scenarzysta, reżyser i producent filmowy
  - Brad Mehldau, amerykański pianista jazzowy
  - Jay Mohr, amerykański aktor, komik
  - River Phoenix, amerykański aktor, muzyk (zm. 1993)
  - Piotr Pszczółkowski, polski prawnik, adwokat, polityk, poseł na Sejm RP, sędzia TK
  - Nikołaj Starikow, rosyjski pisarz, publicysta, ekonomista, polityk
  - Bożena Żelazowska, polska nauczycielka, polityk, poseł na Sejm RP
- 1971:
  - Demetrio Albertini, włoski piłkarz
  - Aaron Douglas, kanadyjski aktor
  - Damiano Pippi, włoski siatkarz
  - Paweł Skrzypek, polski piłkarz, trener
  - Piotr Stelmach, polski dziennikarz muzyczny, prezenter radiowy
  - Gretchen Whitmer, amerykańska polityk, gubernator stanu Michigan
- 1972:
  - Souad Massi, algierska piosenkarka
  - Anna Orlova, łotewska saneczkarka
  - Manuel Vidrio, meksykański piłkarz
- 1973:
  - Juan Manuel Márquez, meksykański bokser
  - Charlotte Smith, amerykańska koszykarka
  - Chelsi Smith, amerykańska modelka, aktorka, piosenkarka, zdobywczyni tytułu Miss Universe (zm. 2018)
- 1974:
  - Seth Binzer, amerykański muzyk, wokalista, członek zespołu Crazy Town (zm. 2024)
  - Toni Brunner, szwajcarski polityk
  - Ovidiu Cernăuțeanu, rumuńsko-norweski piosenkarz, producent muzyczny
  - Benjamin Limo, kenijski lekkoatleta, długodystansowiec
  - Pablo Montero, meksykański piosenkarz, kompozytor, aktor
  - Robert Nauseb, namibijski piłkarz
  - Konstantin Nowosiołow, rosyjski fizyk, laureat Nagrody Nobla
  - Ray Park, brytyjski aktor, kaskader, mistrz sztuk walki
  - Serhij Żadan, ukraiński prozaik, poeta, tłumacz
- 1975:
  - Tomasz Augustyniak, polski piłkarz
  - Bas Dirks, holenderski hokeista na trawie, trener
  - Gustavo Endres, brazylijski siatkarz
  - Sean Marks, nowozelandzki koszykarz
  - Miguel Pereira, angolski piłkarz
  - Jarkko Ruutu, fiński hokeista
- 1976:
  - Agnieszka Bieńczyk-Missala, polska politolog, wykładowczyni akademicka
  - Scott Caan, amerykański aktor, reżyser filmowy, raper
  - LaTasha Colander, amerykańska lekkoatletka, sprinterka
  - Pat Garrity, amerykański koszykarz
  - Agnieszka Jastrzębska, polska dziennikarka, prezenterka
  - Sebastian Kaniuk, polski śpiewak operowy (kontratenor)
  - Denkaosan Kaovichit, tajski bokser
- 1977:
  - Ilja Gorochow, rosyjski hokeista
  - Alenka Gotar, słoweńska śpiewaczka operowa (sopran)
  - Agata Igras, polska flecistka, wykładowca akademicki
  - Yoshiharu Ikeda, japoński skoczek narciarski
  - Igor Pietrienko, rosyjski aktor
  - Jelena Rozga, chorwacka piosenkarka
  - Douglas Sequeira, kostarykański piłkarz, trener
  - Moritz Tittel, niemiecki aktor, muzyk
- 1978:
  - Kobe Bryant, amerykański koszykarz (zm. 2020)
  - Julian Casablancas, amerykański wokalista, muzyk, autor tekstów, członek zespołu The Strokes
  - Romik Chaczatrian, ormiański piłkarz
  - Radek Chwieralski, polski gitarzysta, kompozytor, producent muzyczny
  - Georgi Czilikow, bułgarski piłkarz
  - Ghenadie Olexici, mołdawski piłkarz
  - Andrew Rannells, amerykański aktor, wokalista
- 1979:
  - Anna Ambrożuk, polska lekkoatletka, tyczkarka
  - Saskia Clark, brytyjska żeglarka sportowa
  - Barbara Krzywda, polska judoczka
  - Bahijja Muhtasin, marokańska tenisistka
  - Édgar Sosa, meksykański bokser
- 1980:
  - Petra Štampalija, chorwacka koszykarka
  - Bronwyn Eagles, australijska lekkoatletka, młociarka
  - Maryna Kres, białoruska koszykarka
  - Norman Leto, polski artysta, pisarz
  - Nenad Vučković, serbski piłkarz ręczny
- 1981:
  - Carlos Cuéllar, hiszpański piłkarz
  - Stephan Loboué, iworyjski piłkarz, bramkarz
  - Carmen Luvana, amerykańska aktorka pornograficzna
  - Tim Maeyens, belgijski wioślarz
  - Stefan Plewniak, polski skrzypek, dyrygent, producent muzyczny
  - Michał Smalec, polski lekkoatleta, długodystansowiec
- 1982:
  - Wiktor Burajew, rosyjski lekkoatleta, chodziarz
  - Natalie Coughlin, amerykańska pływaczka
  - Igor Radułow, rosyjski hokeista
  - Cristian Tudor, rumuński piłkarz (zm. 2012)
  - Trevor Wright, amerykański aktor, model
- 1983:
  - James Collins, walijski piłkarz
  - Fu Haifeng, chiński badmintonista
  - Kaisa Jokinen, fińska siatkarka
  - Claudia Malzahn, niemiecka judoczka
  - Marianne Steinbrecher, brazylijska siatkarka
  - Sun Mingming, chiński koszykarz
- 1984:
  - Paweł Antkowiak, polski politolog (zm. 2020)
  - Lidya Chepkurui, kenijska lekkoatletka, biegaczka długodystansowa
  - Michalina Jagodzińska, polska siatkarka
  - Glen Johnson, angielski piłkarz
- 1985:
  - Anna Bragina, rosyjska lekkoatletka, chodziarka
  - Nick Covington, amerykański koszykarz
  - Mouhssine Lahsaini, marokański kolarz szosowy
  - Marcus Piehl, szwedzki pływak
  - Marc Tierney, angielski piłkarz
- 1986:
  - Christine Day, jamajska lekkoatletka, sprinterka
  - Tomasz Malasiński, polski hokeista
  - Sean Morrell, fidżyjski rugbysta
  - Jennifer Simpson, amerykańska lekkoatletka, biegaczka średnio- i długodystansowa
  - Vic Wild, amerykańsko-rosyjski snowboardzista
- 1987:
  - Murielle Ahouré, iworyjska lekkoatletka, sprinterka
  - Darren Collison, amerykański koszykarz
  - Mădălina Gojnea, rumuńska tenisistka
  - Shamela Hampton, amerykańska koszykarka
  - Li Caixia, chińska lekkoatletka, tyczkarka
- 1988:
  - Misza Ałojan, rosyjski bokser pochodzenia ormiańskiego
  - Alice Glass, kanadyjska piosenkarka
  - Wolha Hawarcowa, białoruska tenisistka
  - Carl Hagelin, szwedzki hokeista
  - Jeremy Lin, amerykański koszykarz pochodzenia tajwańskiego
  - Kimberly Matula, amerykańska aktorka
  - John Mintoff, maltański piłkarz
  - Amy Pemberton, brytyjska aktorka
  - Saulius Ritter, litewski wioślarz
- 1989:
  - Żaneta Baran, polska siatkarka
  - Trevor Bryan, amerykański bokser
  - Matías Defederico, argentyński piłkarz
  - Lianne La Havas, brytyjska piosenkarka pochodzenia jamajsko-greckiego
  - Jan Król, polski siatkarz
  - Atina Papafotiu, grecka siatkarka
  - Sidnei, brazylijski piłkarz
  - Piotr Swend, polski aktor niezawodowy
- 1990:
  - Ryan Broekhoff, australijski koszykarz
  - Seth Curry, amerykański koszykarz
  - Mariama Jamanka, niemiecka bobsleistka
  - Andriej Korieszkow, rosyjski zawodnik MMA i pankrationu
  - Reimond Manco, peruwiański piłkarz
  - Re’mon Nelson, amerykański koszykarz
  - Ali Pakdaman, irański szermierz
  - Stefan Spirowski, macedoński piłkarz
  - Josefina Sruoga, argentyńska hokeistka na trawie
- 1991:
  - Jennifer Abel, kanadyjska skoczkini do wody
  - Fabián Balbuena, paragwajski piłkarz
  - Bartosz Dudek, polski piłkarz ręczny, bramkarz
  - Saman Fa’ezi, irański siatkarz
  - Ewelina Lisowska, polska piosenkarka, kompozytorka, autorka tekstów
- 1992:
  - Nur Ahmadi, afgański zapaśnik
  - Kim Gloss, niemiecka piosenkarka pochodzenia polskiego
  - Henri Ndong, gaboński piłkarz
  - Lennard Sowah, niemiecki piłkarz pochodzenia ghańskiego
- 1993:
  - Kristine Breistøl, norweska piłkarka ręczna
  - Sebastián Cristóforo, urugwajski piłkarz
  - Winnie Nanyodo, ugandyjska lekkoatletka, biegaczka średniodystansowa
  - Wojciech Rotowski, polski aktor
  - Katarzyna Sokólska, polska lekkoatletka, sprinterka
- 1994:
  - Kristina Topuzović, serbska koszykarka
  - Roberto Bellarosa, belgijski piosenkarz pochodzenia włoskiego
  - Dara Howell, kanadyjska narciarka dowolna
  - Karolina Makul, polska lekkoatletka, dyskobolka i młociarka
  - Victoria Manni, szwajcarska łyżwiarka figurowa pochodzenia włoskiego
  - Shōya Nakajima, japoński piłkarz
  - Jusuf Nurkić, bośniacki koszykarz
  - Carlo Röthlisberger, szwajcarski łyżwiarz figurowy
- 1995:
  - Rolandas Baravykas, litewski piłkarz
  - Gabriela Lee, rumuńska tenisistka
  - Ja’Quan Newton, amerykański koszykarz
  - Cameron Norrie, brytyjski tenisista pochodzenia nowozelandzkiego
  - Natalia Strózik, polska siatkarka
- 1996:
  - Anna Biełousowa, rosyjska pływaczka
  - Keenan Evans, amerykański koszykarz
  - David Gore, amerykański aktor
  - Yōsuke Ideguchi, japoński piłkarz
- 1997:
  - Achsarbiek Gułajew, rosyjski i słowacki zapaśnik
  - Lil Yachty, amerykański raper, piosenkarz, autor tekstów, aktor, model
  - Óscar Melendo, hiszpański piłkarz
  - Lazaros Rota, grecki piłkarz pochodzenia albańskiego
  - Juan Soriano, hiszpański piłkarz, bramkarz
- 1998 – P.J. Washington, amerykański koszykarz
- 1999:
  - Francis Amuzu, belgijski piłkarz pochodzenia ghańskiego
  - Tobias Halland Johannessen, norweski kolarz szosowy, górski i przełajowy
  - Jakub Müller, czeski hokeista
  - Joe Wieskamp, amerykański koszykarz
- 2000:
  - Borjana Kalejn, bułgarska gimnastyczka artystyczna
  - Gabriel Odor, austriacki łyżwiarz szybki
  - Devin Vassell, amerykański koszykarz
- 2001:
  - Nicolaas De Lange, południowoafrykański zapaśnik
  - Julia Piestrzyńska, polska koszykarka
  - Irina Rîngaci, mołdawska zapaśniczka
  - Abdoul Tapsoba, burkiński piłkarz
- 2002:
  - Arthur Cazaux, francuski tenisista
  - Dominik Dudys, polski pływak
  - Adam Obert, słowacki piłkarz
- 2004 – Erik Belshaw, amerykański skoczek narciarski

## Zmarli
- 93 – Juliusz Agrykola, wódz rzymski, namiestnik Brytanii (ur. 40)
- 406 – Radagajs, wódz gocki (ur. ?)
- 634 – Abu Bakr, pierwszy kalif (ur. 573)
- 1071 – Gwido da Velate, włoski duchowny katolicki, arcybiskup Mediolanu, święty (ur. ?)
- 1106 – Magnus, książę Saksonii (ur. 1045)
- 1176 – Rokujō, cesarz Japonii (ur. 1164)
- 1285 – Filip Benicjusz, włoski zakonnik, święty (ur. 1233)
- 1305 – William Wallace, szkocki bohater narodowy, przywódca powstania antyangielskiego (ur. 1272)
- 1367 – Gil Álvarez de Albornoz, hiszpański kardynał (ur. ?)
- 1387 – Olaf Haakonsson, król Danii i Norwegii (ur. 1370)
- 1415 – (lub 20 sierpnia) Warcisław VIII, książę bardowski i rugijski (ur. 1373)
- 1478 – Jolanta Walezjuszka, księżniczka francuska, księżna Sabaudii (ur. 1434)
- 1487 – Maria, księżniczka kliwijska, księżna Orleanu (ur. 1426)
- 1494 – Henryk Kamieniecki, polski szlachcic, polityk (ur. ?)
- 1498 – Izabela z Asturii, królowa Portugalii (ur. 1470)
- 1507 – Jean Molinet, francuski poeta, kronikarz, kompozytor (ur. 1435)
- 1511 – Francesco Argentino, włoski kardynał (ur. ok. 1450)
- 1527 – Rafał Leszczyński, polski duchowny katolicki, biskup przemyski i płocki (ur. 1480)
- 1540:
  - Guillaume Budé, francuski bibliotekarz, pisarz, filozof, hellenista (ur. 1467)
  - Charles de Hémard de Denonville, francuski duchowny katolicki, biskup Mâcon, kardynał (ur. 1493)
- 1547 – Niccolò Ardinghelli, włoski duchowny katolicki, biskup Fossombrone, kardynał (ur. 1503)
- 1579 – Francisco Pacheco de Toledo, hiszpański, arcybiskup Burgos, kardynał (ur. ok. 1508)
- 1591:
  - Marcin Glicjusz, polski kaznodzieja, teolog, działacz kontrreformacji, rektor Akademii Krakowskiej (ur. 1528)
  - Luis de León, hiszpański zakonnik, pisarz, tłumacz (ur. 1528)
- 1615 – François de Joyeuse, francuski kardynał, polityk, dyplomata (ur. 1562)
- 1616 – Hans von Schweinichen, niemiecki dworzanin książąt legnickich, pamiętnikarz (ur. 1552)
- 1618 – Gerbrand Adriaenszon Bredero, holenderski poeta, dramaturg (ur. 1585)
- 1628 – George Villiers, angielski arystokrata (ur. 1592)
- 1631 – Konstanty Szyrwid, litewski jezuita, kaznodzieja, teolog, leksykograf (ur. 1579)
- 1632:
  - Frances Howard, angielska arystokratka (ur. 1590)
  - Gabriel Tarnowski, polski szlachcic, polityk (ur. ?)
- 1639 – Desiderio Scaglia, włoski duchowny katolicki, biskup Melfi, biskup Como, kardynał (ur. 1567 lub 68)
- 1668 – Artus Quellinus I, holenderski malarz (ur. 1609)
- 1670 – Ryōkei Shōsen, japoński mistrz zen (ur. 1602)
- 1702 – Nikolaus von Gersdorf, saski polityk, szambelan, tajny radca, dyplomata (ur. 1629)
- 1712 – Jan Krzysztof Liszka, czeski malarz (ur. ok. 1650)
- 1724 – Cyprian Sapecki, polski dominikanin, pisarz religijny, kaznodzieja (ur. 1680)
- 1732 – Felice Boselli, włoski malarz (ur. 1650)
- 1752 – Grzegorz Ghica II, hospodar Mołdawii i Wołoszczyzny (ur. ?)
- 1777 – Charles-Joseph Natoire, francuski malarz, rytownik (ur. 1700)
- 1780 – Madame du Deffand, francuska właścicielka salonów literackich (ur. 1697)
- 1792 – Arnaud de Laporte, francuski polityk (ur. 1737)
- 1795 – William Bradford, amerykański oficer, prawnik, polityk, prokuratur generalny (ur. 1755)
- 1802 – Corona Schröter, niemiecka śpiewaczka, aktorka (ur. 1751)
- 1806 – Charles Coulomb, francuski fizyk (ur. 1736)
- 1817 – Jan Bogumił Plersch, polski malarz, dekorator wnętrz (ur. 1732)
- 1819 – Oliver Hazard Perry, amerykański komodor (ur. 1785)
- 1830 – Michał Hieronim Juszyński, polski poeta, historyk, bibliograf, kaznodzieja (ur. 1760)
- 1831:
  - Ferenc Kazinczy, węgierski pisarz (ur. 1759)
  - August Neidhardt von Gneisenau, niemiecki hrabia, feldmarszałek (ur. 1760)
- 1832 – Johann Georg Wagler, niemiecki herpetolog (ur. 1800)
- 1837 – Johann Gottlieb Korn, niemiecki księgarz, wydawca (ur. 1765)
- 1842 – Gottlieb Karl Lange, niemiecki prawnik, polityk, nadburmistrz Wrocławia (ur. 1780)
- 1845 – Amédée Louis Michel Lepeletier, francuski entomolog (ur. 1770)
- 1847 – Jan Czeczot, polski poeta, tłumacz, etnograf (ur. 1796)
- 1848 – Rajmund Brzozowski, polski duchowny katolicki, jezuita, autor prac filologicznych (ur. 1763)
- 1849 – Edward Hicks, amerykański malarz (ur. 1780)
- 1857 – Carl Ludwig Koch, niemiecki przyrodnik, entomolog, arachnolog (ur. 1778)
- 1863 – Theodor Erdmann Kalide, niemiecki rzeźbiarz (ur. 1801)
- 1867 – Auguste-Marseille Barthélemy, francuski poeta (ur. 1796)
- 1878 – Adolf Fredrik Lindblad, szwedzki kompozytor (ur. 1801)
- 1886:
  - Fridrichas Kuršaitis, litewski duchowny luterański, działacz oświatowy i kulturalny w Prusach Wschodnich (ur. 1806)
  - Henry Sibley, amerykański generał konfederacki (ur. 1816)
- 1887 – Sarah Jackson, amerykańska pierwsza dama (ur. 1803)
- 1888 – Philip Henry Gosse, brytyjski przyrodnik, podróżnik, kreacjonista, pisarz (ur. 1810)
- 1890 – Michaił Rejtern, rosyjski hrabia, polityk (ur. 1820)
- 1892 – Deodoro da Fonseca, brazylijski wojskowy, polityk, pierwszy prezydent Brazylii (ur. 1827)
- 1893 – Michał Elwiro Andriolli, polski rysownik, ilustrator, malarz (ur. 1836)
- 1896 – Adolf Pawiński, polski historyk, archiwista, wykładowca akademicki (ur. 1840)
- 1897 – Alexander Duncker, niemiecki wojskowy, wydawca, księgarz, pisarz (ur. 1813)
- 1899 – Johann Robert Mende, niemiecki architekt (ur. 1824)
- 1900 – (lub 25 sierpnia) Kiyotaka Kuroda, japoński polityk, premier Japonii (ur. 1840)
- 1901 – Enrique Tornú, argentyński lekarz, higienista (ur. 1865)
- 1902:
  - Henryk Siemiradzki, polski malarz (ur. 1843)
  - Sokrat Starynkiewicz, rosyjski generał-major, prezydent Warszawy (ur. 1820)
  - Teresa Stolz, czeska śpiewaczka operowa (sopran) (ur. 1834)
- 1908:
  - Julien-François-Pierre Carmené, francuski duchowny katolicki, biskup Martyniki (ur. 1829)
  - Stanisław Załęski, polski jezuita, historyk (ur. 1843)
- 1909 – Jerzy Wit Majewski, polski artysta, malarz, rzeźbiarz, działacz kulturalny (ur. 1826)
- 1910 – Władysław Kretkowski, polski matematyk, wykładowca akademicki (ur. 1840)
- 1913 – Wilhelm Kollmann, niemiecki przemysłowiec (ur. 1839)
- 1915 – Stanisław Hyjek, polski sierżant Legionów Polskich (ur. 1895)
- 1916:
  - Łukasz Alfred Fuchs, polski nauczyciel (ur. 1840)
  - Celina Michałowska, polska zakonnica, malarka (ur. 1837)
  - Edmund Riedl, austriacki kupiec, polityk (ur. 1854)
  - John Robinson, brytyjski hokeista na trawie (ur. 1885)
- 1919:
  - Stanisław Cercha, polski historyk sztuki, etnograf, folklorysta (ur. 1867)
  - Karol Słowik, polski kapitan, inżynier, konstruktor lotniczy (ur. 1889)
- 1920:
  - Leon Buśko, polski podporucznik saperów (ur. 1889)
  - Władysław Kopyciński, polski skaut, żołnierz Legionów Polskich (ur. 1893)
- 1921 – Maria Franciszka Kozłowska, polska zakonnica, mistyczka, założycielka mariawityzmu (ur. 1862)
- 1922 – Zofia Noiret, polska aktorka (ur. 1865)
- 1923 – Hertha Marks Ayrton, brytyjska matematyk, wynalazczyni pochodzenia żydowskiego (ur. 1854)
- 1926 – Rudolph Valentino, amerykański aktor (ur. 1895)
- 1927:
  - Nicola Sacco, amerykański robotnik, anarchista pochodzenia włoskiego (ur. 1891)
  - Bartolomeo Vanzetti, amerykański robotnik, anarchista pochodzenia włoskiego (ur. 1888)
  - Sad Zaghlul, egipski polityk, premier Egiptu (ur. 1859)
- 1929 – Edward Pöschek, generał brygady Wojska Polskiego (ur. 1864)
- 1930 – Olgierd Pożerski, generał brygady Wojska Polskiego (ur. 1880)
- 1933:
  - Michael Guhr, spiskoniemiecki lekarz, działacz turystyczny (ur. 1873)
  - Adolf Loos, austriacki architekt (ur. 1870)
- 1936:
  - Konstantyn Carbonell Sempere, hiszpański jezuita, męczennik, błogosławiony (ur. 1866)
  - Jan Maria od Krzyża Marian García Méndez, hiszpański sercanin, męczennik, błogosławiony (ur. 1891)
  - Piotr Gelabert Amer, hiszpański jezuita, męczennik, błogosławiony (ur. 1887)
  - Urban Gil Sáez, hiszpański męczennik, błogosławiony (ur. 1901)
  - Rajmund Grimaltós Monllor, hiszpański jezuita, męczennik, błogosławiony (ur. 1861)
- 1937 – Albert Roussel, francuski kompozytor (ur. 1869)
- 1939:
  - Stefan Barciński, polski przemysłowiec (ur. 1878)
  - Germán Busch, boliwijski wojskowy, polityk, prezydent Boliwii (ur. 1904)
  - Eugène-Henri Gravelotte, francuski florecista (ur. 1876)
  - Franciszek Marian Kulisz, polski drukarz, wydawca (ur. 1866)
- 1941:
  - Feodor Okk, estoński polityk komunistyczny, funkcjonariusz NKWD (ur. 1898)
  - Zygmunt Wóycicki, polski botanik (ur. 1871)
- 1942 – Józef Sopotnicki, polski pułkownik dyplomowany piechoty (ur. 1882)
- 1943 – Paul Zilcher, niemiecki kompozytor pochodzenia holenderskiego (ur. 1855)
- 1944:
  - Abdülmecid II, kalif Turcji (ur. 1868)
  - Edmund Fietowicz, polski dyplomata, polityk (ur. 1904)
  - Henryk Sławik, polski dziennikarz, pracownik socjalny, dyplomata, Sprawiedliwy wśród Narodów Świata (ur. 1894)
  - Gustaw Wassercug, polski dziennikarz, prawnik pochodzenia żydowskiego (ur. 1893)
- 1944 – Polegli w powstaniu warszawskim:
  - Andrzej Błędowski, polski żołnierz AK (ur. 1927)
  - Seweryn Dziubałtowski, polski botanik, fitosocjolog (ur. 1883)
  - Halina Jankowska, polska lekarka (ur. 1890)
  - Andrzej Makólski, polski podharcmistrz, żołnierz AK (ur. 1924)
  - Bolesław Wasylewski, polski dziennikarz (ur. 1907)
  - Edward Zürn, polski instruktor harcerski, porucznik, żołnierz AK, szef Głównej Kwatery Szarych Szeregów „Pasieka” (ur. 1917)
- 1945:
  - Stefania Klotylda Koburg, księżniczka belgijska i saska, arcyksiężna austriacka (ur. 1864)
  - Warren Sprout, amerykański strzelec sportowy, oficer marynarki (ur. 1874)
  - Karl Wilmanns, niemiecki psychiatra, wykładowca akademicki (ur. 1873)
- 1946 – Miervaldis Ādamsons, łotewski oficer SS (ur. 1911)
- 1947:
  - Hans Cornelius, niemiecki filozof, wykładowca akademicki (ur. 1863)
  - Charles Marshall, brytyjski rugbysta (ur. 1886)
- 1948 – Stanisław Kozyrski, polski działacz socjalistyczny i związkowy, polityk, poseł na Sejm Ustawodawczy (ur. 1876)
- 1949 – Domingo Díaz Arosemena, panamski ekonomista, finansista, polityk, prezydent Panamy (ur. 1875)
- 1950:
  - Dionisio Anzilotti, włoski prawnik, wykładowca akademicki, sędzia Stałego Trybunału Sprawiedliwości Międzynarodowej (ur. 1867)
  - Richard Parke, amerykański bobsleista (ur. 1893)
  - Jack Warner, angielski piłkarz (ur. 1898)
- 1952:
  - Frederic George Kenyon, brytyjski historyk, biblista (ur. 1863)
  - Géza Kiss, węgierski pływak (ur. 1882)
- 1954:
  - Wasil Rusak, białoruski publicysta, wydawca, działacz narodowy i społeczno-kulturalny (ur. 1896)
  - Jan Tabortowski, polski major, uczestnik podziemia antykomunistycznego (ur. 1906)
- 1955 – Rudolf Minger, szwajcarski polityk, prezydent Szwajcarii (ur. 1881)
- 1957:
  - Giovanni Mercati, włoski duchowny katolicki (ur. 1866)
  - Eugène Schueller, francuski chemik, przedsiębiorca (ur. 1881)
- 1958 – Marlow Moss, brytyjska malarka, rzeźbiarka (ur. 1889)
- 1960:
  - Oscar Hammerstein II, amerykański pisarz, autor musicali (ur. 1895)
  - Bruno Loerzer, niemiecki pilot wojskowy, as myśliwski (ur. 1891)
- 1961:
  - Gotthard Sachsenberg, niemiecki pilot wojskowy, as myśliwski (ur. 1891)
  - Martin Sæterhaug, norweski łyżwiarz szybki (ur. 1882)
  - Aleksiej Speranski, rosyjski chirurg-patolog (ur. 1888)
  - Beals Wright, amerykański tenisista (ur. 1879)
- 1962:
  - Walter Anderson, niemiecki etnograf, folklorysta, wykładowca akademicki (ur. 1885)
  - Hoot Gibson, amerykański aktor, reżyser i producent filmowy (ur. 1892)
  - Hans-Dieter Wesa, wschodnioniemiecki policjant, ofiara muru berlińskiego (ur. 1943)
- 1963 – Glen Gray, amerykański saksofonista jazzowy (ur. 1906)
- 1965 – Mustafa an-Nahhas, egipski prawnik, polityk, premier Egiptu (ur. 1879)
- 1966:
  - Francis X. Bushman, amerykański aktor (ur. 1883)
  - Guillermo Gorostiza, hiszpański piłkarz, trener (ur. 1909)
- 1967:
  - Georges Berger, belgijski kierowca wyścigowy (ur. 1918)
  - Nathaniel Cartmell, amerykański lekkoatleta, sprinter (ur. 1883)
- 1969 – Enrique García, argentyński piłkarz (ur. 1912)
- 1971 – Władysław Kiernik, polski działacz ruchu ludowego, polityk, poseł na Sejm RP, minister spraw wewnętrznych, rolnictwa i dóbr państwowych i administracji publicznej (ur. 1879)
- 1972:
  - Balys Dvarionas, litewski kompozytor, pianista, dyrygent (ur. 1904)
  - Zofia Romer, polska malarka (ur. 1885)
  - Arthur Russell, brytyjski lekkoatleta, długodystansowiec (ur. 1886)
  - Georg von Braun, szwedzki jeździec sportowy (ur. 1886)
- 1974:
  - Roberto Assagioli, włoski psychiatra, psychoterapeuta (ur. 1888)
  - Roman Bławat, polski ślusarz, polityk, poseł na Sejm PRL (ur. 1936)
  - Renato Bodini, włoski piłkarz, trener (ur. 1909)
  - Kees van der Tuijn, holenderski piłkarz (ur. 1924)
- 1975 – Walenty Pietrzak, polski bokser (ur. 1915)
- 1977:
  - Karl Joseph Alter, amerykański duchowny katolicki, arcybiskup metropolita Cincinnati (ur. 1885)
  - Naum Gabo, rosyjsko-amerykański rzeźbiarz pochodzenia żydowskiego (ur. 1890)
  - Fernand Guth, luksemburski piłkarz (ur. 1926)
  - Euzebiusz Luberadzki, polski aktor (ur. 1911)
- 1978:
  - Oleg Karawajew, radziecki zapaśnik (ur. 1936)
  - Károly Levitzky, węgierski wioślarz (ur. 1885)
  - Andrzej Jerzy Piotrowski, polski reżyser i scenarzysta filmowy (ur. 1934)
- 1979 – Władimir Dragomiriecki, radziecki generał porucznik lotnictwa (ur. 1914)
- 1980:
  - Gerhard Hanappi, austriacki piłkarz (ur. 1929)
  - Else-Elżbieta Pintus, kaszubska pamiętnikarka pochodzenia żydowskiego (ur. 1893)
- 1981:
  - Trevor Coker, nowozelandzki wioślarz (ur. 1949)
  - Maria Rożanowiczowa, polska działaczka społeczna i plebiscytowa (ur. 1886)
- 1982 – Stanford Moore, amerykański biochemik, wykładowca akademicki, laureat Nagrody Nobla (ur. 1913)
- 1983:
  - Gerald Frank Anderson, południowoafrykański pilot wojskowy, as myśliwski (ur. 1898)
  - Jadwiga Baronówna, polska aktorka (ur. 1916)
- 1985:
  - Feitiço, brazylijski piłkarz (ur. 1901)
  - Wang Kunlun, chiński polityk (ur. 1902)
- 1986 – Zygmunt Chlebowski, polski inżynier górnik (ur. 1902)
- 1987 – Didier Pironi, francuski kierowca wyścigowy (ur. 1952)
- 1988 – Alf Martinsen, norweski piłkarz (ur. 1911)
- 1989:
  - Parker Otto Ackley, amerykański rusznikarz (ur. 1903)
  - Erik Almgren, szwedzki piłkarz, trener (ur. 1908)
  - Jan Michalski, polski duchowny katolicki, biskup pomocniczy gnieźnieński (ur. 1914)
- 1990:
  - David Rose, amerykański kompozytor, autor tekstów piosenek, pianista, dyrygent (ur. 1910)
  - Omero Tognon, włoski piłkarz (ur. 1924)
  - Witold Tyloch, polski religioznawca, badacz judaizmu, biblista, qumranista (ur. 1927)
- 1991:
  - George Dixon, amerykański rugbysta (ur. 1901)
  - Wilhelm Hahnemann, austriacki piłkarz, trener (ur. 1914)
  - Florence Seibert, amerykańska biochemik (ur. 1897)
- 1993 – Ignacy Uptas, polski piłkarz, bramkarz (ur. 1922)
- 1994:
  - Zoltán Fábri, węgierski reżyser filmowy i teatralny, scenograf (ur. 1917)
  - Alfredo Pérez, argentyński piłkarz (ur. 1929)
- 1995:
  - Johan Bergenstråhle, szwedzki reżyser i scenarzysta filmowy (ur. 1935)
  - Dwayne Rudolph Goettel, kanadyjski muzyk, członek zespołu Skinny Puppy (ur. 1964)
  - Adam Wiśniewski-Snerg, polski pisarz science fiction (ur. 1937)
- 1996:
  - Jurriaan Andriessen, holenderski kompozytor (ur. 1925)
  - Øivind Holmsen, norweski piłkarz (ur. 1912)
  - Audrey Patterson, amerykańska lekkoatletka, sprinterka (ur. 1926)
- 1997:
  - Eric Gairy, grenadzki polityk, pierwszy premier Grenady (ur. 1922)
  - John Kendrew, brytyjski biochemik, laureat Nagrody Nobla (ur. 1917)
  - Jelena Majorowa, rosyjska aktorka (ur. 1958)
  - Jean Poperen, francuski historyk, polityk komunistyczny (ur. 1925)
- 1999:
  - Ri Jong Ok, północnokoreański polityk, premier Korei Północnej (ur. 1916)
  - James White, irlandzki pisarz science fiction (ur. 1928)
- 2001:
  - Kathleen Freeman, amerykańska aktorka (ur. 1919)
  - Kazimierz Paprocki, polski malarz (ur. 1917)
- 2002:
  - Per Anger, szwedzki dyplomata (ur. 1913)
  - Dennis Fimple, amerykański aktor (ur. 1940)
  - Kazimierz Palma, polski poeta, prozaik (ur. 1930)
- 2003:
  - Hansjochem Autrum, niemiecki zoolog (ur. 1907)
  - Bobby Bonds, amerykański baseballista (ur. 1946)
  - Maurice Buret, francuski jeździec sportowy (ur. 1909)
- 2004:
  - Łucja Danielewska, polska poetka, pisarka, tłumaczka (ur. 1932)
  - Francesco Minerva, włoski duchowny katolicki, arcybiskup Lecce (ur. 1904)
  - Miguel Ondetti, argentyńsko-amerykański naukowiec (ur. 1930)
  - Mieczysław Paszkiewicz, polski prozaik, poeta, historyk sztuki, pedagog (ur. 1925)
- 2005:
  - Ruth Kamińska, polska aktorka pochodzenia żydowskiego (ur. 1919)
  - Władimir Kuzniecow, rosyjski scenarzysta filmowy (ur. 1924)
  - Brock Peters, amerykański aktor (ur. 1927)
- 2006:
  - Maynard Ferguson, kanadyjski trębacz jazzowy (ur. 1928)
  - Colin Forbes, brytyjski pisarz (ur. 1923)
- 2007:
  - Bernard Kacperak, polski żużlowiec (ur. 1933)
  - Adam Strug, polski dziennikarz, publicysta, pisarz (ur. 1927)
- 2008:
  - Gaston Dron, francuski kolarz torowy i szosowy (ur. 1924)
  - Arthur Tyler, amerykański bobsleista (ur. 1915)
  - Thomas Huckle Weller, amerykański pediatra, bakteriolog, laureat Nagrody Nobla (ur. 1915)
- 2009:
  - Aleksandyr Bożkow, bułgarski ekonomista, polityk (ur. 1951)
  - Baitullah Mehsud, pakistański terrorysta, przywódca talibańskiego ugrupowania zbrojnego Tehrik-i-Taliban Pakistan (ur. 1974)
- 2010 – Marcel Albert, francuski pilot wojskowy, as myśliwski (ur. 1917)
- 2011 – Markéta Fialková, czeska dysydentka, dyplomata (ur. 1956)
- 2012 – Edith Mastenbroek, holenderska polityk (ur. 1975)
- 2013:
  - Wadim Jusow, rosyjski operator filmowy (ur. 1929)
  - Konstanty Miodowicz, polski polityk, urzędnik państwowy, szef Kontrwywiadu Wojskowego, poseł na Sejm RP (ur. 1951)
  - Sergiusz Fabian Sawicki, polski gitarzysta rockowy, kompozytor (ur. 1975)
  - Gilbert Taylor, brytyjski operator filmowy (ur. 1914)
  - Jarosław Tkaczyk, polski piłkarz ręczny, bramkarz, trener (ur. 1976)
  - Dean Meminger, amerykański koszykarz (ur. 1948)
- 2014:
  - Albert Ebossé Bodjongo, kameruński piłkarz (ur. 1989)
  - Marcel Rigout, francuski polityk, minister (ur. 1928)
  - Jerzy Rybiński, polski działacz i dziennikarz sportowy (ur. 1921)
  - Karol Walaszczyk, polski fotograf (ur. 1945)
- 2015:
  - Héctor González, kolumbijski piłkarz (ur. 1937)
  - Jerzy Kamas, polski aktor (ur. 1938)
  - Guy Ligier, francuski kierowca wyścigowy, przedsiębiorca (ur. 1930)
  - Harold B. Mattingly, brytyjski historyk, numizmatyk (ur. 1923)
  - Aram Shakhbazyan, polsko-rosyjski rzeźbiarz, metaloplastyk pochodzenia ormiańskiego (ur. 1944)
- 2016:
  - Steven Hill, amerykański aktor (ur. 1922)
  - Berit Mørdre Lammedal, norweska biegaczka narciarska (ur. 1940)
  - Czesław Okołów, polski leśnik, entomolog, bibliograf, filatelista, przewodnik turystyczny (ur. 1935)
  - Reinhard Selten, niemiecki ekonomista, laureat Nagrody Banku Szwecji im. Alfreda Nobla w dziedzinie ekonomii (ur. 1930)
  - Antônio Eliseu Zuqueto, brazylijski duchowny katolicki, biskup Teixeira de Freitas-Caravelas (ur. 1928)
- 2017:
  - Engelbert Jarek, polski piłkarz, trener (ur. 1935)
  - Mariusz Kozarzewski, polski motoparalotniarz (ur. 1994)
  - Ferdynand Łukaszek, polski polityk, poseł na Sejm PRL (ur. 1921)
  - Jerzy Przybysz, polski psychiatra (ur. 1924)
- 2018:
  - Andrij Fedecki, ukraiński piłkarz (ur. 1958)
  - Delio Gamboa, kolumbijski piłkarz (ur. 1936)
  - Alaksandr Lipaj, białoruski dziennikarz, poeta (ur. 1966)
- 2019:
  - Carlo Delle Piane, włoski aktor (ur. 1936)
  - David Koch, amerykański miliarder, przedsiębiorca, aktywista polityczny (ur. 1940)
  - Alexander Schenker, amerykański slawista (ur. 1924)
  - Łucja Staniczek, polska nauczycielka, regionalistka (ur. 1947)[5]
  - Egon Zimmermann, austriacki narciarz alpejski (ur. 1939)
- 2020:
  - Maria Janion, polska historyk literatury, krytyk literacki, eseistka (ur. 1926)
  - Lori Nelson, amerykańska aktorka (ur. 1933)
  - Walentina Prudskowa, rosyjska florecistka (ur. 1938)
  - Leonard Pulchny, polski reżyser i scenarzysta filmów animowanych i dokumentalnych (ur. 1930)
  - Iwona Witek, polska piłkarka ręczna (ur. 1952)
- 2021:
  - Michael Nader, amerykański aktor (ur. 1945)
  - Jean-Luc Nancy, francuski filozof (ur. 1940)
- 2022:
  - Božidar Delić, serbski wojskowy, generał, polityk, wiceprzewodniczący Zgromadzenia Narodowego Republiki Serbii (ur. 1956)
  - Luiz Mancilha Vilela, brazylijski duchowny katolicki, biskup Cachoeiro de Itapemirim, arcybiskup Vitórii (ur. 1942)
  - Irena Morawska, polska dziennikarka, reporterka, scenarzystka filmowa (ur. 1954)
  - Lew Pitajewski, rosyjski fizyk (ur. 1933)
  - Gerald Potterton, kanadyjski reżyser, scenarzysta, animator, producent filmowy (ur. 1931)
- 2023:
  - Joseph Hart, amerykański duchowny katolicki, biskup Cheyenne (ur. 1931)
  - Hersha Parady, amerykańska aktorka (ur. 1945)
  - Eugeniusz Patyk, polski nauczyciel, polityk, senator RP (ur. 1937)
  - Jewgienij Prigożyn, rosyjski przedsiębiorca, właściciel fabryki trolli i Grupy Wagnera (ur. 1961)
  - Dmitrij Utkin, rosyjski podpułkownik GRU, założyciel Grupy Wagnera (ur. 1970)
- 2024:
  - Ottaviano Del Turco, włoski związkowiec, polityk, minister finansów, eurodeputowany, prezydent Abruzji (ur. 1944)
  - Trude Dybendahl, norweska biegaczka narciarska (ur. 1966)
  - Peter Lundgren, szwedzki tenisista, trener (ur. 1965)
  - Predrag Matić, chorwacki wojskowy, polityk, minister ds. weteranów, eurodeputowany (ur. 1962)
  - Christian Obi, nigeryjski piłkarz (ur. 1967)
  - Wojciech Paszkowski, polski aktor, lektor, reżyser dubbingowy (ur. 1960)